# Manuel Harazem
Manuel Figueroa León, conocido como Manuel Harazem (Córdoba, 17 de octubre de 1956-Ibídem, 24 de junio de 2020) fue un historiador (aunque no se llegó a licenciar), escritor, gestor cultural y bloguero crítico español. Defensor del patrimonio histórico de Córdoba (España), y de la Mezquita-Catedral de Córdoba, a la que dedicó uno de sus libros y numerosos escritos. Durante más de quince años publicó una página web llamada "Supersticiones".

## Biografía
Nacido en Córdoba en 1956, cursó estudios en la Facultad de Filosofía y Letras de la Universidad de Córdoba. Interesado por la cultura árabe, estudió ese idioma y viajó durante más de veinticinco años por Marruecos, Argelia, Túnez, Yemen, Iraq, Jordania, Líbano, Libia o Egipto, entre otros. También visitó en numerosas ocasiones India, Irán, Turquía, Grecia y buena parte de Europa. De todos sus viajes recopiló crónicas y experiencias que fue publicando en su página "Supersticiones" (del laberinto al treinta)", creada en enero de 2005.
Fue estrecho colaborador de La Calleja de las flores, una página web que durante siete años se centró en la difusión, promoción y defensa de la cultura de Córdoba, de su patrimonio y de su historia.
Desde 2009 mantuvo una continua denuncia pública ante las intenciones del obispado de Córdoba por renombrar a la Mezquita-Catedral como catedral de Córdoba. "Supersticiones" se convirtió en una publicación de referencia en la defensa del laicismo y del patrimonio histórico de Córdoba.
En octubre de 2014 publicó su libro de relatos "Las tribulaciones de Monsieur Pegaux". 
En 2017 edita "Catedral, antes muerta que mezquita" con la intención de aportar datos y fuentes que demostraran que la Mezquita-Catedral de Córdoba fue siempre de titularidad pública y denunciar, las que consideraba, eran maniobras de apropiación usadas por el arzobispado de Córdoba. El libro aporta informaciones sobre el sentido de lo histórico, de su memoria y de los fracasos modernizadores de las sociedades españolas a lo largo de varios siglos. 
También en 2017 aparece "La Odisea de los rabadíes. El primer exilio hispano", centrado en un acontecimiento sucedido 1.200 años antes, en el año 810, cuando se produjo en Córdoba la revuelta del arrabal de Saqunda, que sería seguida de su total destrucción por el emir Al-Hakam I y de la expulsión de los vecinos supervivientes. Se trata de la primera revuelta popular por causas socioeconómicas y del primer exilio datado en la península ibérica.
Interesado por el urbanismo, el concepto de ciudad y los elementos que ocupan los espacios urbanos, dedicó una parte de sus estudios a la estatuaria de Córdoba. Fruto de sus trabajos, en 2019 apareció su última obra "La cuestión de las estatuas: ensayo cómico taurino y filantrópico sobre la estatuaria pública cordobesa contemporánea"  donde, además de sus conocimiento sobre el tema, utilizaba el sentido del humor que caracterizó numerosos de sus relatos.
Harazem, amante de la lectura y del lenguaje oral y escrito enriqueció muchos de sus escritos con un vocabulario propio y original, inventando palabras con gran ingenio. 
Entre sus últimas actividades se pueden destacar sus guiones de radio para Paradigma Media.
Su fallecimiento, acaecido el 24 de junio de 2020, dejó inconclusos varios de sus proyectos editoriales.

## Publicaciones
- Las Tribulaciones de Monsieur Pegaux: Y Otros Textos Cordobestias.[2] Independently Published, 2017 M05 21 - 208 p. ISBN 1521269785, ISBN 9781521269787
- Catedral antes muerta que mezquita: la Iglesia contra al Andalus.[2] M. Figueroa León, 2018 - 279 p. ISBN 8469757377, ISBN 9788469757376
- La Odisea de los rabadíes. El primer exilio hispano.[2] M. Figueroa, 2018 - 412 p. ISBN 8469760149, ISBN 9788469760147
- La cuestión de las estatuas: ensayo cómico taurino y filantrópico sobre la estatuaria pública cordobesa contemporánea.[2] Manuel Figueroa León, 2019 - 244 p. ISBN 8409105810